# Relais 4 × 400 mètres féminin aux championnats du monde d'athlétisme 1993
Navigation
Tokyo 1991 Göteborg 1995
L'épreuve du relais 4 × 400 mètres féminin des championnats du monde d'athlétisme 1993 s'est déroulée les 21 et 22 août 1993 au  Gottlieb Daimler Stadion de Stuttgart, en Allemagne.  Elle est remportée par l'équipe des États-Unis (Gwen Torrence, Maicel Malone-Wallace, Natasha Kaiser-Brown et Jearl Miles-Clark).

## Résultats

### Finale
| Rang               | Pays        | Athlètes                                                                        | Temps         | Notes |
| ------------------ | ----------- | ------------------------------------------------------------------------------- | ------------- | ----- |
| Médaille d'or      | États-Unis  | Gwen Torrence Maicel Malone-Wallace Natasha Kaiser-Brown Jearl Miles-Clark      | 3 min 16 s 71 | CR    |
| Médaille d'argent  | Russie      | Yelena Ruzina Tatyana Alekseyeva Margarita Khromova-Ponomaryova Irina Privalova | 3 min 18 s 38 |       |
| Médaille de bronze | Royaume-Uni | Linda Keough Phylis Smith Tracy Goddard Sally Gunnell                           | 3 min 23 s 41 |       |
| 4                  | Jamaïque    | Deon Hemmings Inez Turner Juliet Campbell Sandie Richards                       | 3 min 23 s 83 |       |
| 5                  | Allemagne   | Heike Meißner Sandra Seuser Anja Rücker Linda Kisabaka                          | 3 min 25 s 49 |       |
| 6                  | France      | Elsa Devassoigne Evelyne Élien Francine Landre Marie-Louise Bevis               | 3 min 27 s 08 |       |
| 7                  | Tchéquie    | Nadezda Kostovalová Helena Dziurová-Fuchsová Hana Benešová Ludmila Formanová    | 3 min 27 s 94 |       |
| 8                  | Suisse      | Helen Burkart Regula Zürcher-Scalabrin Marquita Brillante Kathrin Lüthi         | 3 min 28 s 52 |       |

## Légende
Records et Performances
- AR : Record continental (area record)
- CR : Record des championnats (championship record)
- MR : Record du meeting (meet record)
- NR : Record national (national record)
- OR : Record olympique (olympic record)
- PR : Record paralympique (paralympic record)
- PB : Record personnel (personal best)
- SB : Meilleure performance personnelle de la saison (season's best)
- WL : Meilleure performance mondiale de l'année (world leader)
- WJR : Record du monde junior (world junior record)
- WR : Record du monde (world record)

Circonstances et Conditions
- DNF : N'a pas terminé (did not finish)
- DNS : N'a pas pris le départ (did not start)
- DQ : Disqualification (disqualification)
- NM : Aucun essai valable enregistré (No Mark)
- Q : Qualifié « directement » au prochain tour (ou à la prochaine compétition), lors d'une compétition majeure, grâce au classement ou à la réalisation des minima (automatic qualifier)
- q : Qualifié au prochain tour (ou à la prochaine compétition), lors d'une compétition majeure, grâce au repêchage ou à la réalisation de l'une des meilleures performances parmi celles des « non qualifiés directement » (grâce au meilleur temps ou à la meilleure distance par exemple) (secondary qualifier)